# Löwenkopfbrunnen (Salzburg)

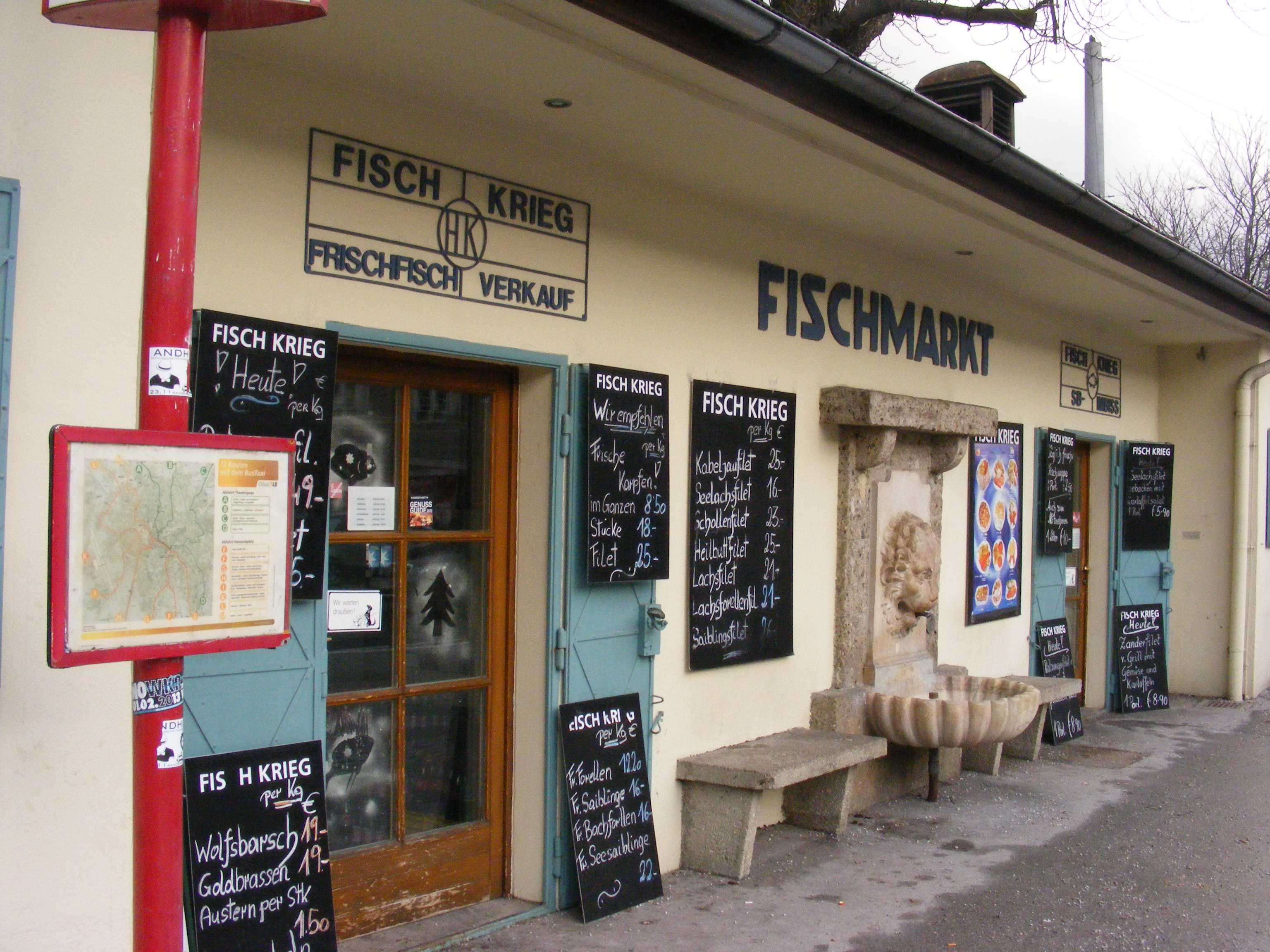
Löwenkopfbrunnen

Der Löwenkopfbrunnen ist ein in der Altstadt von Salzburg befindlicher Brunnen an einer Hauswand am linken Salzachufer. Der 1926 angelegte Brunnen steht unter der Bezeichnung Wandbrunnen unter Denkmalschutz.

## Lage
Der Brunnen ist an der nach Süden gerichteten, straßenseitigen Hausmauer des Gebäudes Ferdinand-Hanusch-Platz 4, des sog. Fisch-Kriegs, angebracht.
Der Brunnen ist einer von 19 Trinkwasserbrunnen in der Altstadt und von 28 solchen im gesamten Stadtgebiet. Der Wandbrunnen ist nur sommers in Betrieb.

## Geschichte
Das Löwenkopf-Relief stammt vermutlich aus dem Jahr 1647, als im Haus Kaigasse 13 (Ecke Sebastian-Stief-Gasse/Chiemseegasse) ein seit dem Mittelalter bestehender Brunnen erneuert und mit der Löwenkopf-Figur eines unbekannten Schöpfers versehen wurde.
Nach Umbauten wanderte die Figur 1894 in das gegenüberliegende Haus Chiemseegasse 1 und verblieb dort für kurze Zeit. Danach kam das Relief in den Hof des Hauses und blieb weiter unbeachtet, bis es in den Besitz von Stadtbaumeister Franz Wagner kam. Auf dessen Betreiben hin wurde der Löwenkopf, den er an die Stadtgemeinde Salzburg weiterverkauft hatte, 1926 zu einem Bestandteil des Wandbrunnens am damals neu errichteten Gebäude, in dem bis heute Fisch verkauft wird. Aus diesem Jahr stammt auch die Brunnenschale.
Das Fischmarktgebäude mit dem Brunnen steht am heutigen Ferdinand-Hanusch-Platz, einem Platz außerhalb der ehemaligen Stadtmauer, an dem schon früh Fleisch und später auch Fisch verkauft wurde und wo sich schon seit 1654 ein Brunnen befunden hatte: ein freistehender, viereckiger Brunnen aus Marmor zwischen der Fleischbank und der Grieskaserne, einem ehemaligen Kasernengebäude. 1858 wurde dieser Brunnen abgetragen und durch einen neuen ersetzt, bestehend aus einer steinernen runden Muschel auf einem Steinfuß ruhend. Mittig befand sich ein gusseisernes Rohr wieder mit einer Marienfigur am oberen Ende. Dieser Brunnen wurde 1872/73 im Zuge von Bauarbeiten entfernt. Als Weiterführung des bestehenden Fischverkaufs wurde 1926 der heutige Fisch-Krieg errichtet, und der Löwenkopfbrunnen setzt die Tradition eines Brunnens an dieser Stelle in bescheidener Form fort.

## Gestaltung
Der Brunnen besteht aus einem barocken Relief eines Löwenkopfs, aus dem Wasser fließt, und einer barocken muschelförmigen Brunnenschale. In den Gesichtszügen des Tiers überlagern sich noch Spuren der mittelalterlichen Bestiendämonie in den Strömen und Wirbeln der Haarzotten mit der Massigkeit des Tierkopfes, aus dessen Lefzen früher dreistrahlig das Wasser entsprang.
Die Einfassung aus Marmor aus 1926 zeigt sich in einfachen kräftigen Formen, unten kragt aus dem zweistufigen Socken das Wasserbecken aus, mittig wird das Relief-Feld mit einfachen Marmorplatten pilasterartig umschlossen, oben bekrönt ein einfacher Gesimsbalken auf zwei Konsolen das Denkmal. Die flankierenden Sitzbänke beidseits des Denkmals wurden wohl später ergänzt.